# Fränkisches Freilandmuseum Fladungen
Das Fränkische Freilandmuseum Fladungen ist ein Freilichtmuseum für ländliche Baukultur sowie dörfliches Wohnen und Wirtschaften im unterfränkischen Fladungen. Es bewahrt alte Bau- und Wohnformen und dokumentiert das Leben der Landbevölkerung in früheren Zeiten mit seinen historischen und sozialen Hintergründen.

## Geschichte und Beschreibung
Das Fränkische Freilandmuseum Fladungen wurde am 30. September 1990 eröffnet. Es wird von einem bereits 1983 gegründeten Zweckverband getragen, dem der Bezirk Unterfranken (66 %), der Landkreis Rhön-Grabfeld (32 %) und die Stadt Fladungen (2 %) angehören. Der Vorsitz des Zweckverbands wechselt im Zweijahresrhythmus zwischen dem Bezirkstagspräsidenten und dem Landrat von Rhön-Grabfeld.
Das Museum liegt am Fladunger Bahnhof, dessen historisches Gebäudeensemble selbst Teil davon ist. Auf dem eigentlichen Museumsgelände wurden bisher über 20 Gebäude sowie Nebengebäude und Kleindenkmäler wiederaufgebaut. Sie stammen hauptsächlich aus dem Grabfeld, den Haßbergen, dem Spessart und der Rhön.
Die ins Museum übertragenen Hofstellen repräsentieren, vom Tagelöhner bis zum adeligen Grundherrn, die einst im Dorf vertretenen Schichten. Dazu kommen handwerklich und gewerblich genutzte Anwesen wie Mühlen oder eine Büttnerei und dörfliche Gemeinschaftsbauten wie Kirche, Schule, Brauhaus oder Schäferei. Diese Gebäude wurden in anderen Ortschaften des nördlichen Unterfrankens und den angrenzenden Gebieten Thüringens und Hessens abgebaut und nach Fladungen transloziert.
Der dem Museum angegliederte Bauernladen bietet Lebensmittel sowie Andenken zum Verkauf an. Das Museumswirtshaus „Zum Schwarzen Adler“ besitzt Gaststuben, Tanzsaal und Biergarten. Das Gasthaus ist im Stil des frühen 20. Jahrhunderts eingerichtet, was besonders am Jugendstil-Tanzsaal auffällt. Erbaut wurde es im Jahr 1606 in Alsleben und ist das älteste Gebäude des Museums. Das jüngste ausgestellte Gebäude ist ein gelbes Fernsprechhäuschen (Typ FeH78) aus Oerlenbach (bei Bad Kissingen), so dass sich im Museum 350 Jahre ländlichen Bauens und Wohnens in Unterfranken widerspiegeln.
Eine Besonderheit ist der Dreiseithof aus Leutershausen, der als museumspädagogisches Zentrum genutzt wird. Dessen Scheune wurde zu einem modernen Seminar- und Kursraum umgestaltet. Im „Haus zum Anfassen“ dürfen Museumsgäste auf eine Zeitreise in die Zeit um 1900 gehen und Elemente aus dem bäuerlichen Alltag dieser Zeit ausprobieren. Hier finden außerdem regelmäßig Kochprogramme und andere museumspädagogische Aktionen statt.
Seit 1996 ist das Museum mit dem „Rhön-Zügle“ erreichbar. Es ist an ausgewählten Tagen auf der Museumsbahnstrecke durch das Streutal von Mellrichstadt über Ostheim vor der Rhön nach Fladungen unterwegs. Die Museumstour verbindet als Extratour des Wanderwegs Hochrhöner das Museum mit dem Schwarzen Moor.
Während der Saison wird dort ein umfangreiches Rahmenprogramm angeboten. Dazu gehören Sonderausstellungen, Themenführungen, Praxisseminare und Veranstaltungen wie Brautag, Deutscher Mühlentag, Freilichtkino und ein Herbstfest. Zwei Mal im Monat ist das Backhäuschen aus Oberbernhards (Gemeinde Hilders) in Betrieb.
Neben den Gebäuden und deren Ausstattung zeichnet sich das Freilandmuseum durch die Haltung gefährdeter Nutztierrassen (z. B. Gelbvieh, Rhönschaf, Bayerische Landgans etc.), sowie den Anbau alter Pflanzensorten aus. Sowohl die Tierhaltung, als auch die Nutzung von Gärten und anderen Flächen der Kulturlandschaft spielten bis vor wenigen Jahrzehnten noch eine größere Rolle auf dem Land.

## Liste der Museumsgebäude
- Wirtshaus „Zum Schwarzen Adler“ aus Alsleben[5]
- Gemeindebrauhaus aus Alsleben[6]
- Getreidemühle, sogenannte Reßmühle aus Fladungen[7]
- Bienenhaus aus Fladungen[8]
- Hofstelle aus Bahra[9]
- Hofstelle aus Trappstadt[10]
- Truchsess-Haus aus Oberhohenried[11]
- Hofstelle aus Mühlfeld[12]
- Katholische Kuratiekirche aus Leutershausen[13]
- Dreiseitenhof aus Leutershausen[14]
- Hofstelle aus Rügheim[15]
- Genossenschaftsschäferei aus Hausen[16]
- Gemeinschaftsgefrieranlage aus Nordheim vor der Rhön[17]
- Heiligenhäuschen aus Brendlorenzen[18]
- Dörrhäuschen aus Rothausen[19]
- Tropfgut aus Ostheim bei Hofheim[20]
- Trafostation aus Brunnhartshausen[21]
- Fernsprechhäuschen aus Oerlenbach[22]
- Ölschlagmühle aus Wiesthal[23]
- Hofstelle aus Waldberg[24]
- Schmiede aus Waldberg[25]
- Büttnerei aus Sulzthal[26]
- Hofstelle aus Oberbernhards[27]
- Backhaus aus Oberbernhards[28]
- Taglöhnerhaus aus Heinrichsthal[29]
- Dorfschule aus Krausenbach[30]
- Fladunger Bahnhof mit Rhön-Zügle[31]

## Fotogalerie

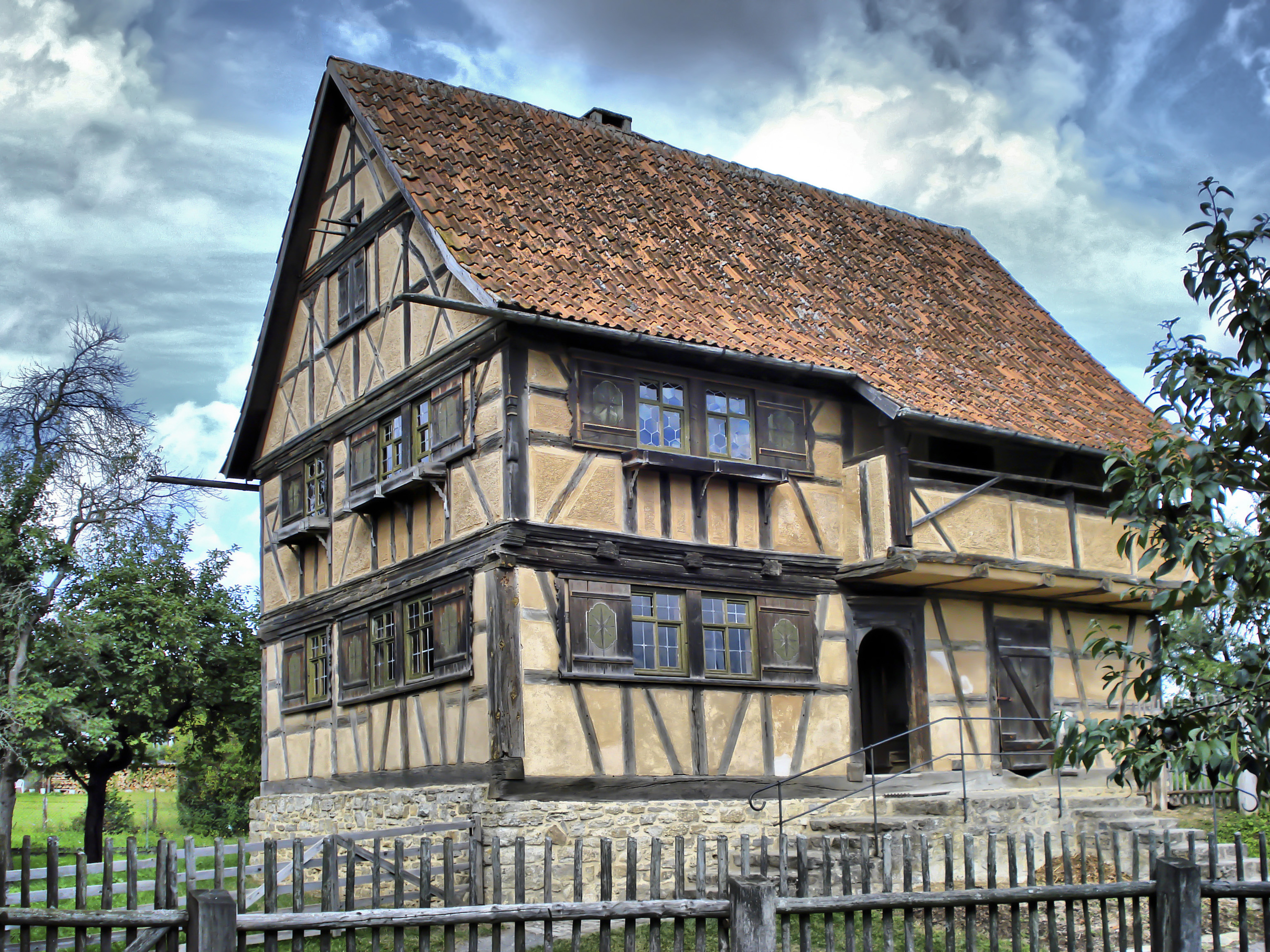
Hofstelle aus Bahra
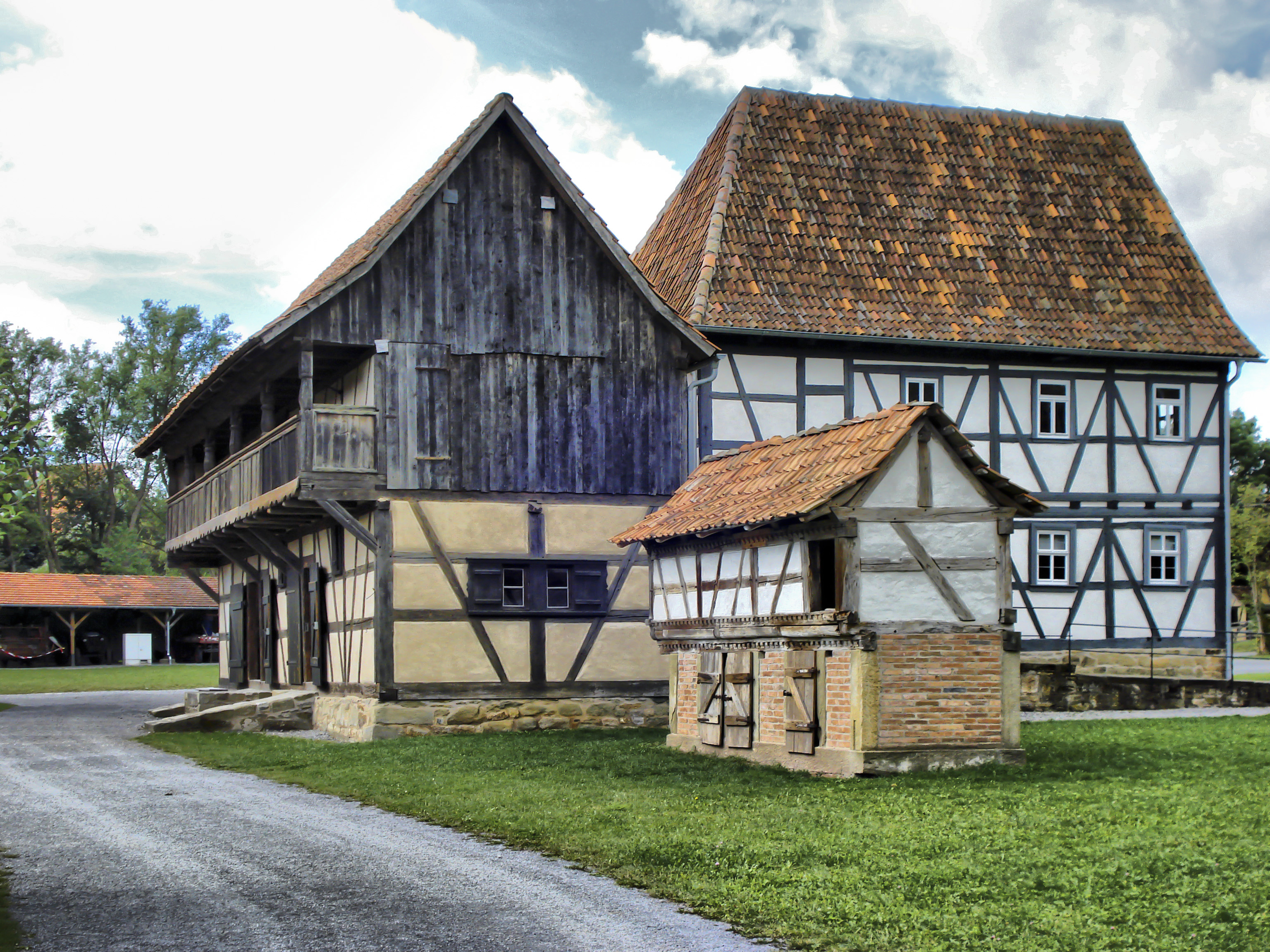
Truchseß-Haus aus Oberhohenried; Großvieh- und Schweinestall aus Herbstadt
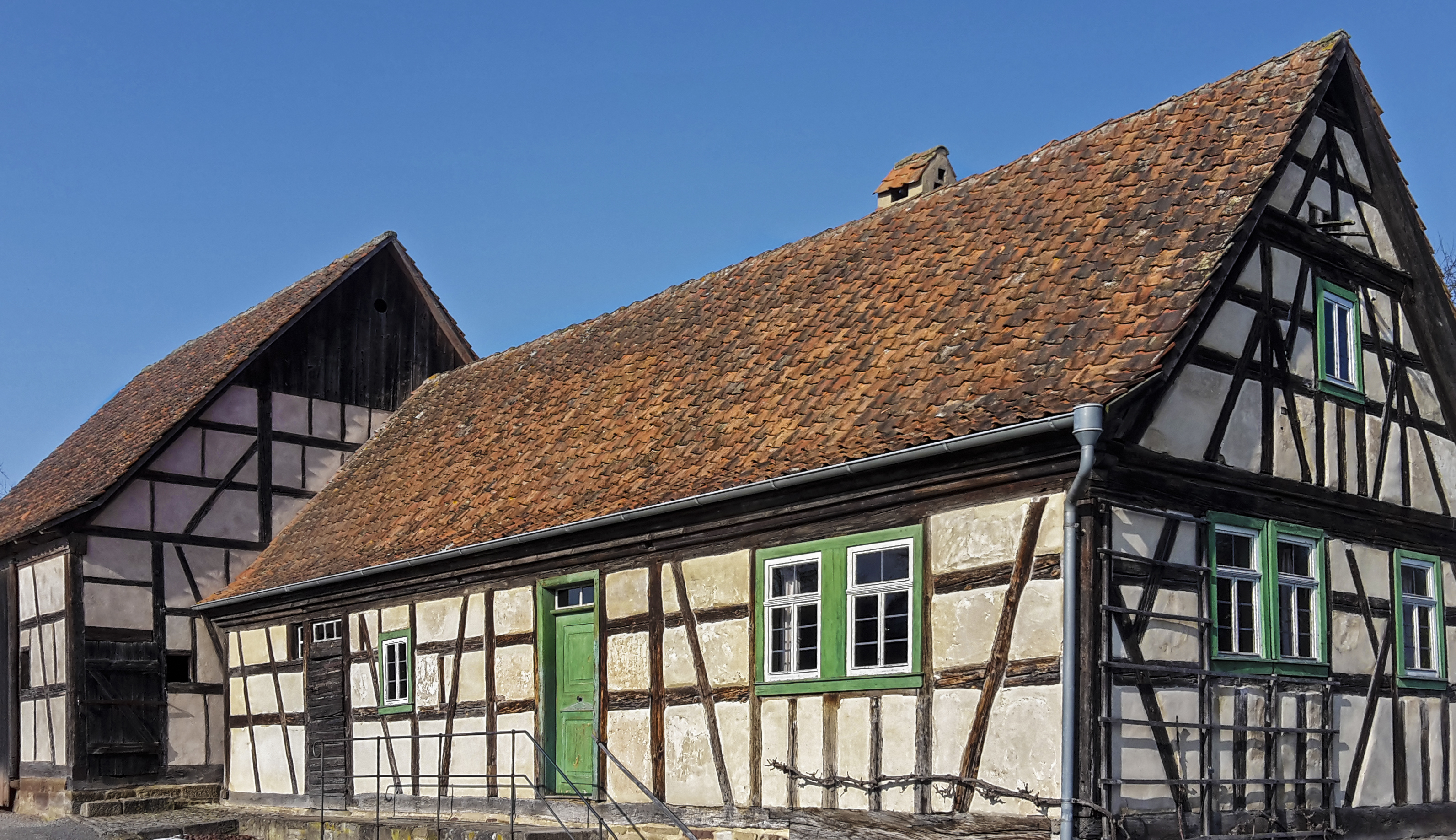
Hofstelle aus Trappstadt
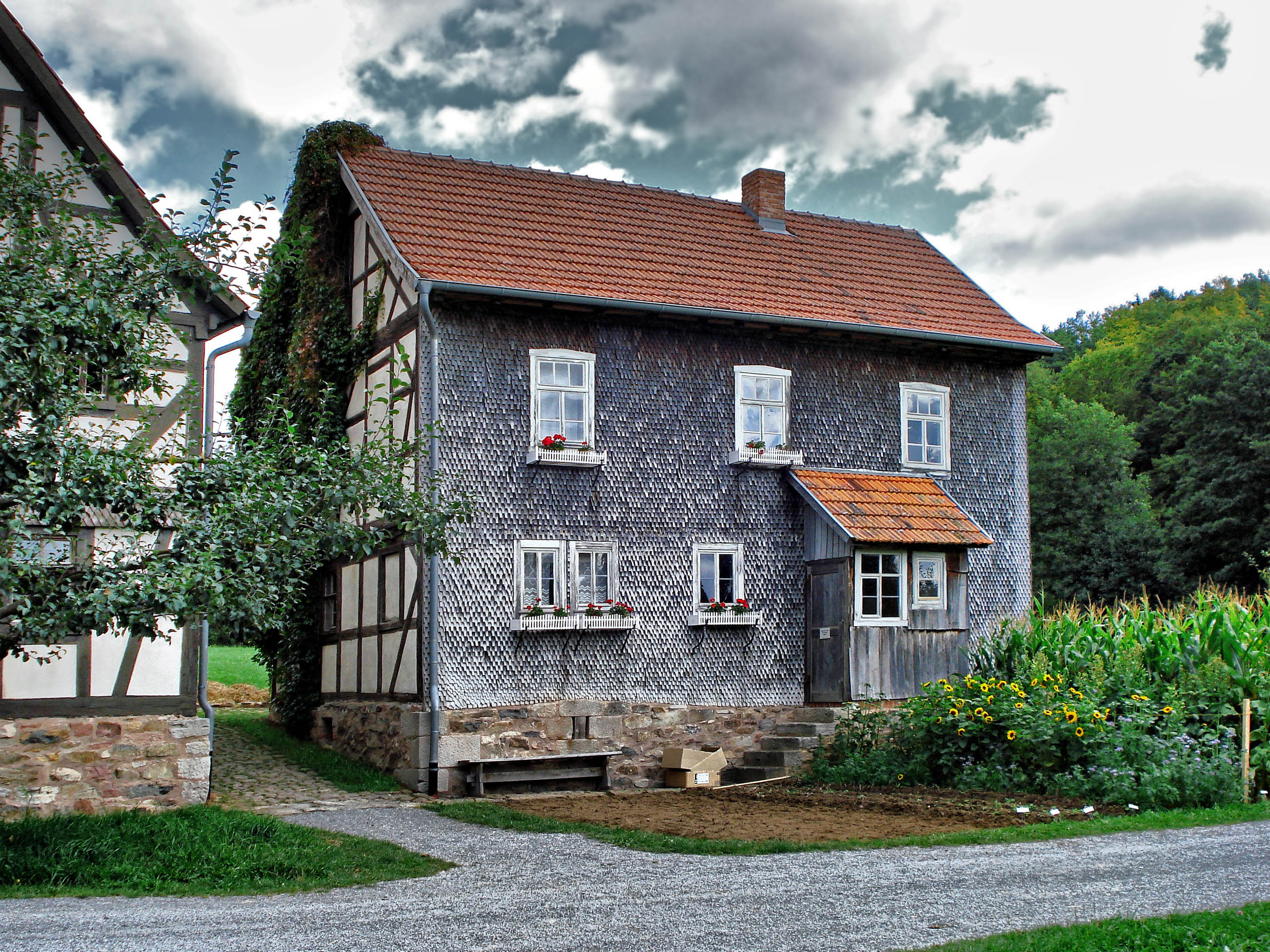
Brotzeitstübchen in der Hofstelle aus Oberbernhards
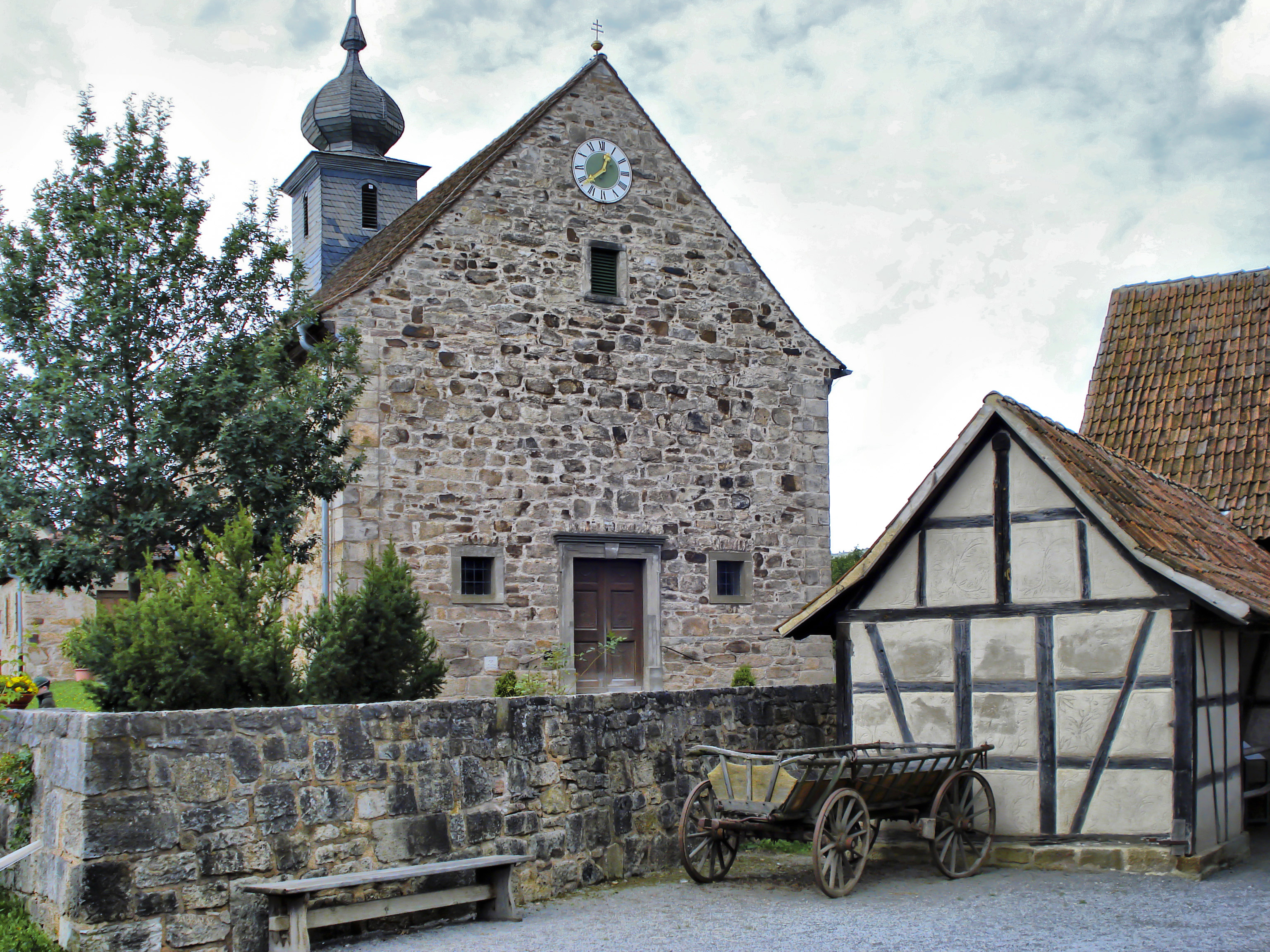
Katholische Kirche aus Leutershausen
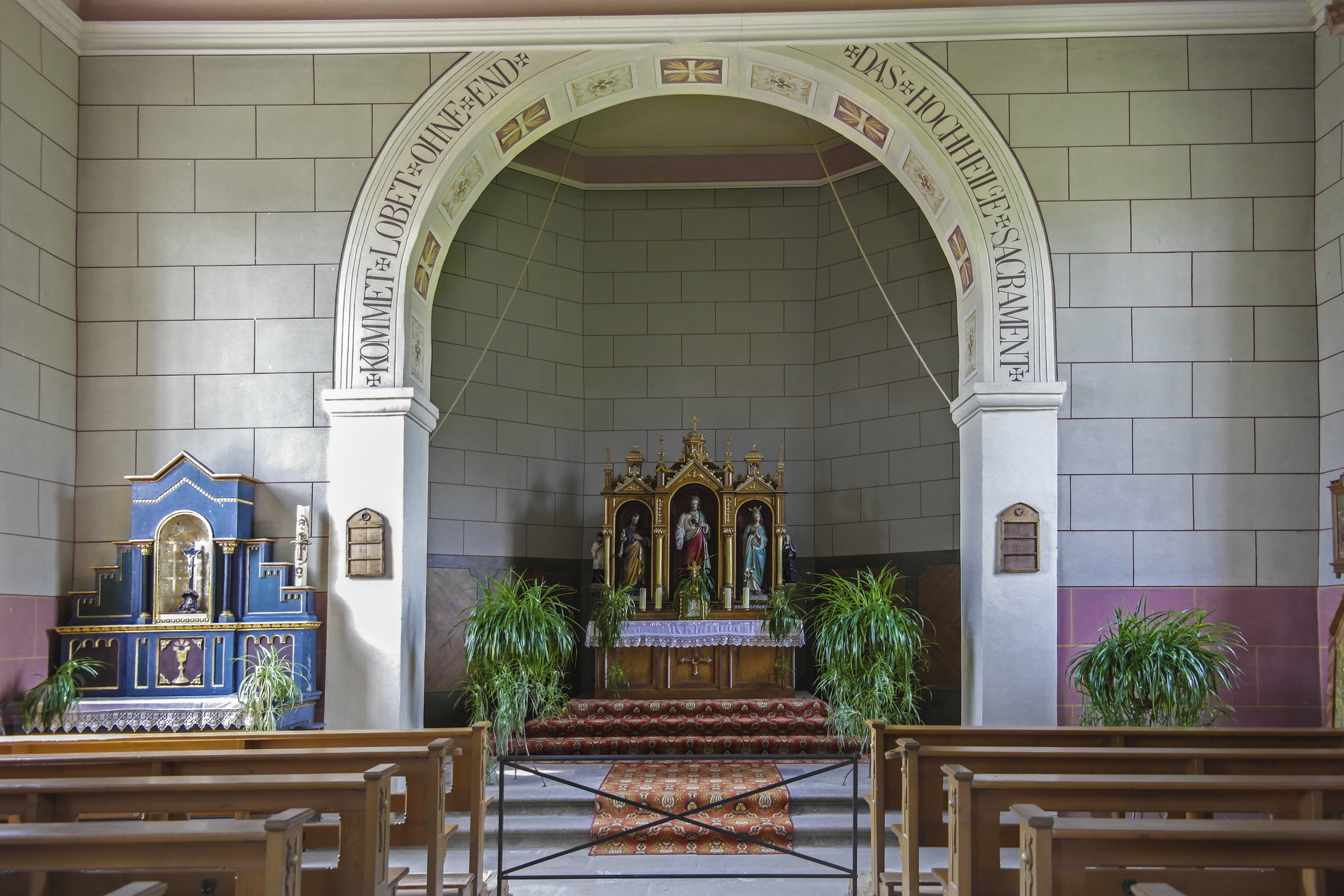
Innenansicht der Katholischen Kirche aus Leutershausen
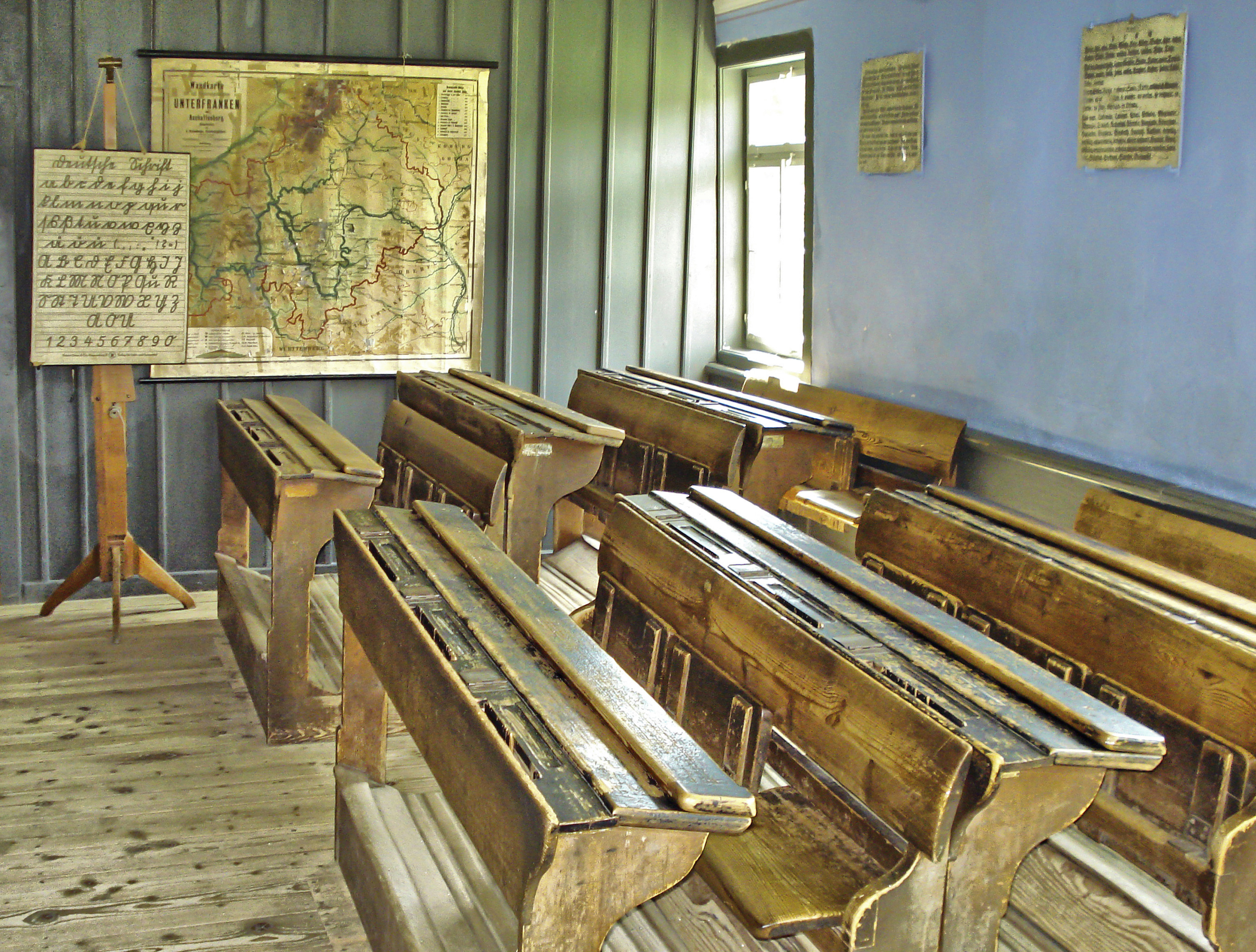
Dorfschule aus Krausenbach
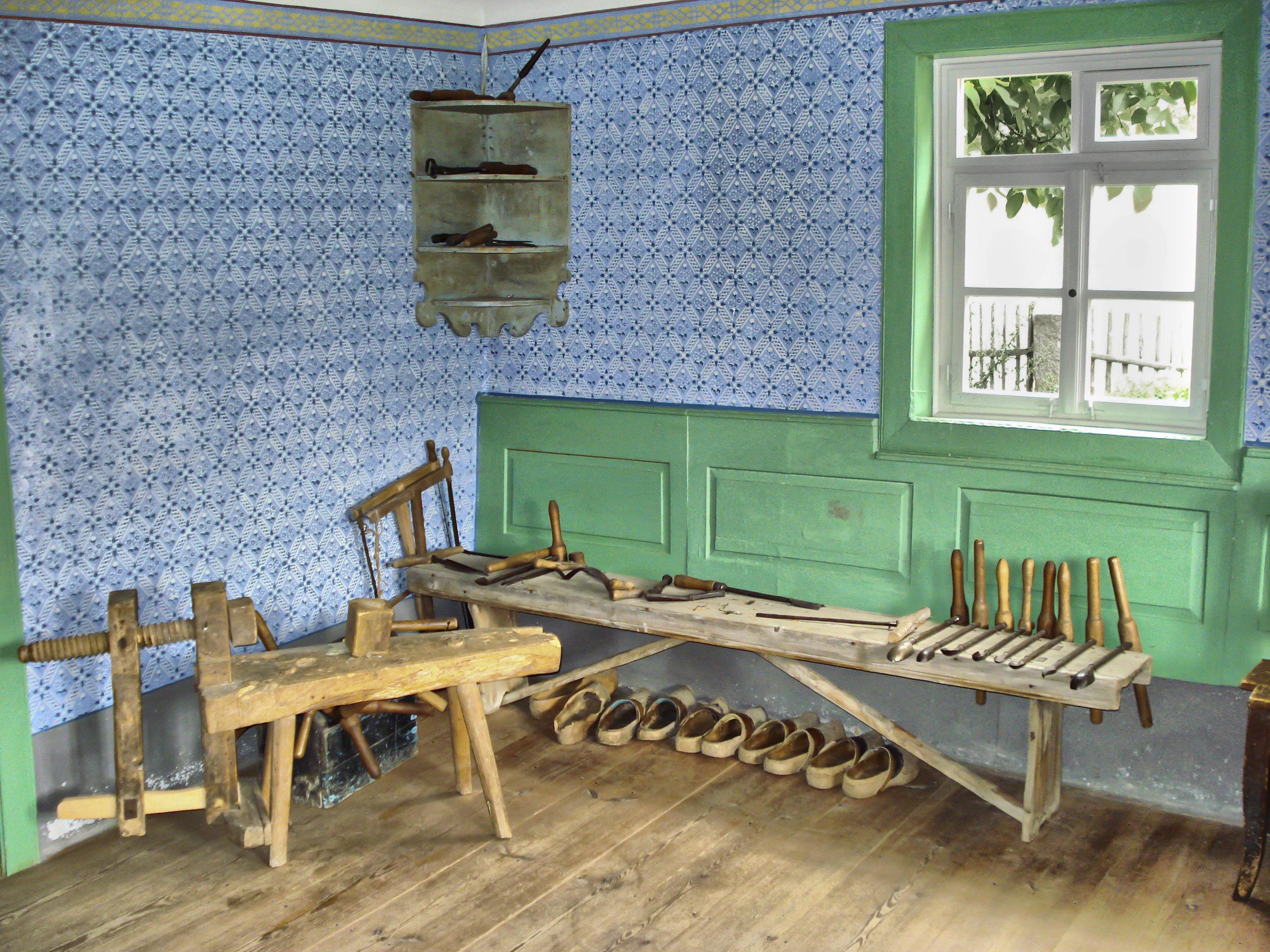
Holzschuhmacherei in der Hofstelle aus Waldberg
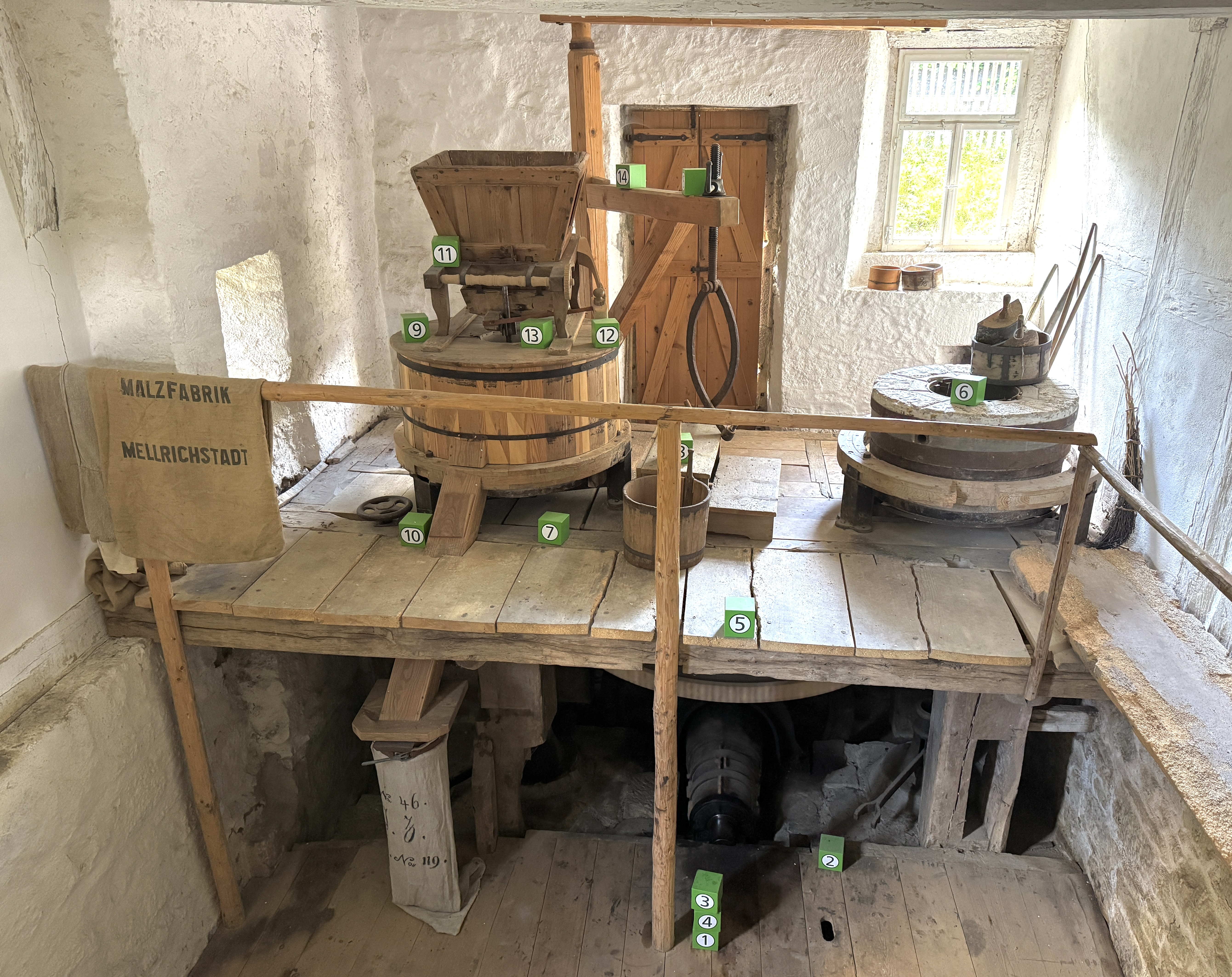
Aufbau einer Original-Mühle
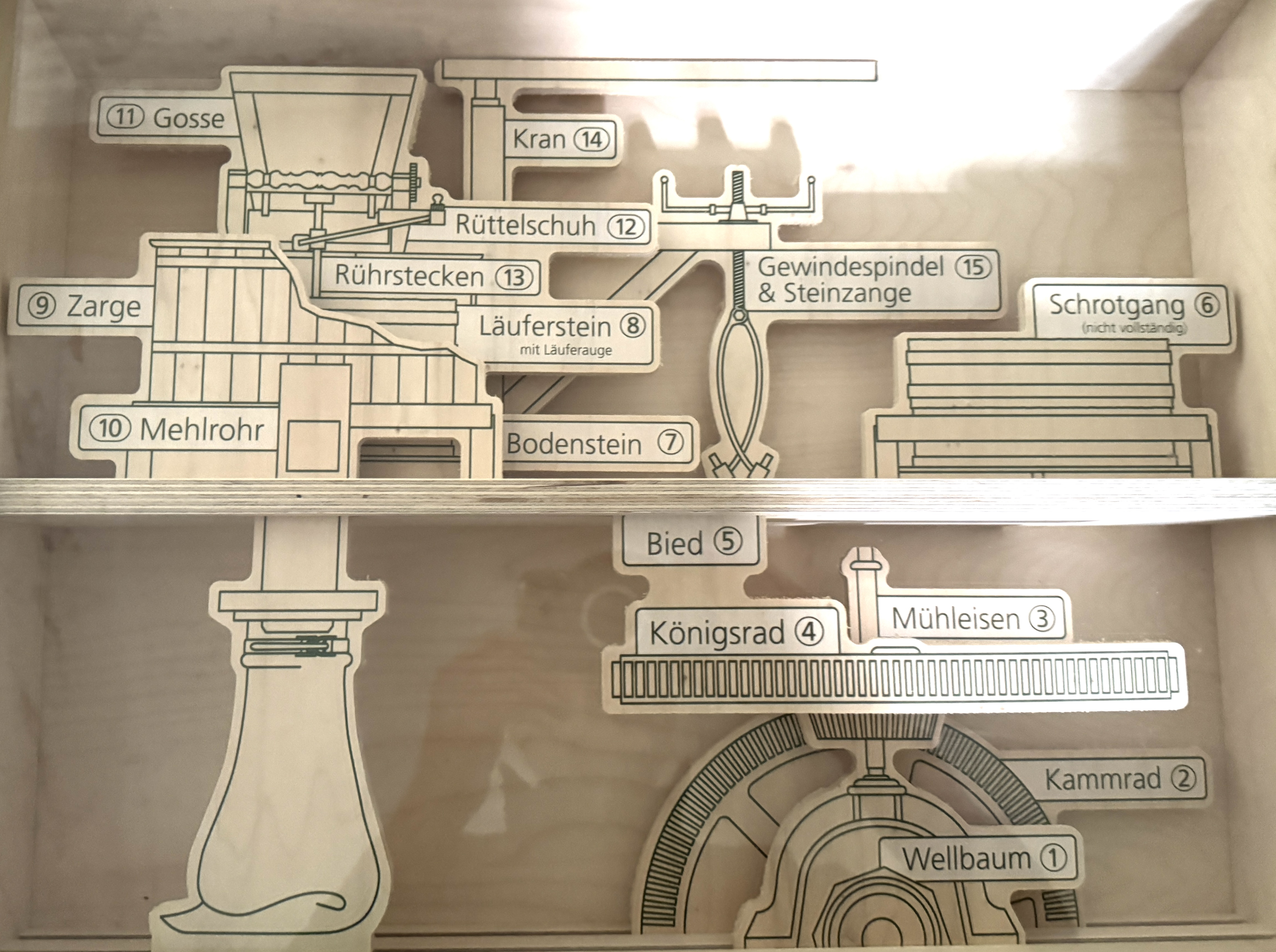
Schema einer Mühle

## Sonderausstellungen (Auswahl)
- Umbruchzeit – Die 1960er und 1970er Jahre auf dem Land (9. September 2011 – 31. Oktober 2012)[32]
- Volk – Heimat – Dorf (31. März 2019 – 14. Juli 2019)[33]
- Strom für die Rhön – Überlandwerk Rhön 1920–2020 (11. Mai 2020 – 1. November 2020 sowie in der Saison 2021)[34][35]
- Tierisch nützlich? Der Mensch und sein Vieh (21. Mai 2023 – 5. November 2023)[36]
- Sauberkeit zu jeder Zeit – Hygiene auf dem Land (24. März 2024 – 3. November 2024)[37]
- Pixi – die Ausstellung. 70 Jahre kleine Bücher (6. April 2025 – 17. August 2025)[38]

## Inklusionsprojekte
Mit einem Pilotprojekt wurde die Büttnerei aus Sulzthal 2017 barrierefrei umgestaltet, so dass das Gebäude mit dem Rollstuhl befahren werden kann und über Angebote für Blinde, Sehbehinderte und Gehörlose verfügt sowie Darstellungen in leichter Sprache aufweist. Dafür wurde das Museum 2019 mit dem Signet „Bayern barrierefrei“ ausgezeichnet. 2020 wurde der Kräutergarten des Museums für Menschen mit Mobilitätseinschränkungen zugänglich gemacht und um Angebote für Blinde und Sehbehinderte erweitert.

## Das Museum als Filmkulisse
Das Museum diente als Drehort für die Märchenfilme Rotkäppchen (2012), Siebenschön (2014) und Der Räuber Hotzenplotz (2022).

## Publikationen
- Albrecht Wald: Kurzführer / Fränkische Freilandmuseum Fladungen mit dem Rhön-Zügle. (= Schriftenreihe des Fränkischen Freilandmuseums Fladungen. Band 1). Zweckverband Fränkisches Freilandmuseum Fladungen, Fladungen 2002, DNB 973483431.
- Heinrich Hacker: „Gesegnete Mahlzeit...“ – Das Kochtagebuch der Rhöner Pfarrersköchin Josephine Antonia Hahner. (= Schriftenreihe des Fränkischen Freilandmuseums Fladungen. Band 2). Hofaschenbach 2004, DNB 97348344X.
- Sabine Fechter: Armut, Hunger, Bomben und Vertreibung. Ein Mietshaus auf dem Land in den Nachkriegsjahren. (= Schriftenreihe des Fränkischen Freilandmuseums Fladungen. Band 3). Zweckverband Fränkisches Freilandmuseum Fladungen, Fladungen 2004, ISBN 978-3-00-014697-8.
- Armin Röhrer, Thomas Büttner: Historische Kulturlandschaft Rhön. Band 1: Historische Kulturlandschaft Rhön um Fladungen. (= Gutachten im Auftrag des Fränkischen Freilandmuseums Fladungen). Imhof, Petersberg 2009, ISBN 978-3-86568-468-4.
- Sabine Fechter, Heinrich Hacker: Das Truchsesshaus aus Oberhohenried – Ein Haus der ländlichen Oberschicht (= Schriftenreihe des Fränkischen Freilandmuseums Fladungen. Band 4). Zweckverband Fränkisches Freilandmuseum Fladungen, Fladungen 2010, DNB 1015329705.
- Sabine Fechter, Heinrich Hacker: Umbruchzeit – Die 1960er und 1970er Jahre auf dem Land. Der letzte Gaul – der erste Porsche. (= Schriftenreihe des Fränkischen Freilandmuseums Fladungen. Band 5). Zweckverband Fränkisches Freilandmuseum Fladungen, Fladungen 2011, ISBN 978-3-89946-166-4.
- Sabine Fechter (Hrsg.): Museumsführer durch das Fränkische Freilandmuseum Fladungen mit dem Rhön-Zügle. (=  Erweiterte Auflage der Schriftenreihe des Fränkischen Freilandmuseums Fladungen. Band 1). Zweckverband Fränkisches Freilandmuseum Fladungen, Fladungen 2014, ISBN 978-3-942112-15-4.